# Phreatia angustifolia
Phreatia angustifolia är en orkidéart som beskrevs av Rudolf Schlechter. Phreatia angustifolia ingår i släktet Phreatia och familjen orkidéer. Inga underarter finns listade i Catalogue of Life.